# Виноградівка (Кам'янський район)
Виногра́дівка — село в Україні, у П'ятихатській міській громаді Кам'янського району Дніпропетровської області.
Колишній центр Виноградівської сільської ради. Населення — 509 мешканців.

## Географія
Село Виноградівка розташоване за 0,5 км від села Запоріжжя та за 1,5 км від села Трудолюбівка. Селом протікає висихний струмок із загатами.

## Історія
Село Виноградівка утворене 11 липня 1925 року на базі маєтку поміщика Рибки, купленого в поміщика Степуріна 1900 року. У 1902 році тут було побудовано двоповерховий будинок, закладено фруктовий сад і парк, вирито ставок. 1 травня 1920 року на цій території створено Чистопільську сільську раду. Центр Чистопільської сільської ради перенесено в село Виноградівка за рішенням виконкому Дніпропетровської обласної ради № 740 від 26 грудня 1985 року, а раду перейменували на Виноградівську
З 2020 року село належить до П'ятихатської міської громади та є центром Виноградівської сільської ради, куди входять ще села Запоріжжя, Суханівка та Чистопіль.

## Населення

### Мова
Розподіл населення за рідною мовою за даними перепису 2001 року:
| Мова            | Відсоток |
| --------------- | -------- |
| українська      | 94,9 %   |
| вірменська      | 2,6 %    |
| російська       | 2 %      |
| інші/не вказали | 0,5 %    |

## Економіка
- «Виноградівське», ТОВ.

## Об'єкти соціальної сфери
- Школа.
- Дитячий садочок.
- Фельдшерсько-акушерський пункт.
- Будинок культури.
- Публічна сільська бібліотека — філія № 34 П'ятихатської ЦБС